# Złomiska Przełączka
Złomiska Przełączka (słow. Zlomisková bránka, niem. Drachenseescharte, węg. Sárkány-tavi-rés) – przełączka pomiędzy Złomiską Turnią a Siarkanem (dokładniej Małym Siarkanem) w słowackich Tatrach Wysokich. Znajduje się w Siarkańskiej Grani – bocznej, południowej grani Wysokiej i położona jest bliżej wierzchołka Złomiskiej Turni. Z obydwu stoków przełączki opadają niewielkie żleby. Od zachodniej strony żleb opada do Dolinki Smoczej, jest szeroki i piarżysty, górą rozdwojony, jedna z jego gałęzi prowadzi na przełączkę. Od wschodniej strony żleb opada do Złomiskiej Zatoki (odgałęzienie Doliny Złomisk), górą ma postać kruchej i piarżystej rynny, dołem jest szeroki i trawiasty.
Nie prowadzi tutaj żaden szlak turystyczny, przełączka używana jest przez taterników głównie jako dostęp do Siarkańskiej Grani. Czasami jednak może być wykorzystana jako praktyczne przejście z Doliny Złomisk do Dolinki Smoczej. Wejście ze Złomiskiej Zatoki na Złomiską Przełączkę jest w tatrzańskiej skali trudności bardzo łatwe, z Dolinki Smoczej łatwe.
Pierwsze znane wejścia:
- letnie – August Otto i przewodnik Johann Breuer, 27 lipca 1907 r.,
- zimowe – Lajos Rokfalusy, 9 grudnia 1911 r.[1]

## Bibliografia

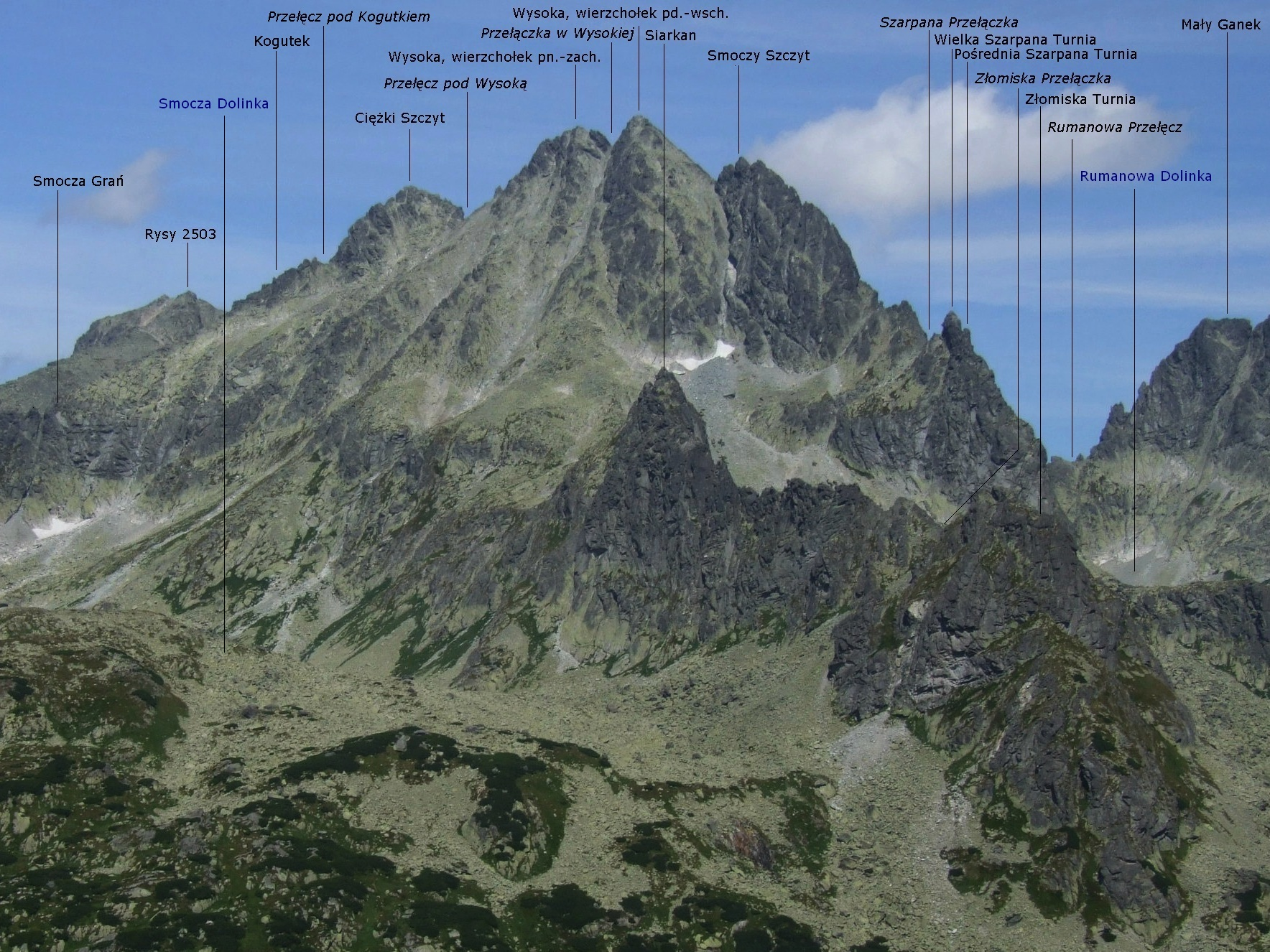
Widok od południowej strony